# NGC 3655
NGC 3655 é uma galáxia espiral (Sc) localizada na direcção da constelação de Leo. Possui uma declinação de +16° 35' 23" e uma ascensão recta de 11 horas, 22 minutos e 54,7 segundos.
A galáxia NGC 3655 foi descoberta em 30 de Dezembro de 1783 por William Herschel.